# Kluszkowianka
Kluszkowianka (dawniej również jako Potok Kluszkowski, Potok Kluszkowiecki) – potok, lewy dopływ Dunajca. Wypływa na wysokości około 1020 m pomiędzy szczytami Lubania (1211 m) i Jaworzyny (1096 m) na południowych stokach Pasma Lubania w Gorcach. Spływa w kierunku południowym doliną oddzielającą grzbiety tych szczytów. Niżej, opływając górę Wdżar zmienia kierunek na południowo-zachodni. Przepływa przez zabudowany obszar wsi Kluszkowce, znów zmienia kierunek na południowy i uchodzi do Zbiornika Czorsztyńskiego na Dunajcu. Następuje to na wysokości 510–534 m (w zależności od poziomu wody w zbiorniku).
Kluszkowianka ma długość 7,7 km. Jej zlewnia znajduje się w obrębie wsi Kluszkowce w województwie małopolskim, w powiecie nowotarskim, w gminie Czorsztyn. Nazwę Kluszkowianka nosi również ulica w Kluszkowcach nad lewym brzegiem potoku.